# Nadine Messerschmidt
Nadine Messerschmidt (* 15. September 1993 in Suhl) ist eine deutsche Sportschützin im Wurfscheibenschießen in der Disziplin Skeet.

## Leben und Karriere
Messerschmidt war Teilnehmerin der Olympischen Spiele 2020 in Tokio und nahm am Skeet-Wettkampf der Frauen teil. Nach der Qualifikation mit 120 von 125 geworfenen Wurfscheiben hatte sie sich für das Finale qualifiziert. Im Finale traf sie 26 Wurfscheiben und belegte damit den fünften Platz. Beste Platzierungen bei Weltmeisterschaften waren 2018 in Changwon und 2022 in Osijek jeweils der vierte Platz mit der Mannschaft.
Ihre erste internationale Medaille erhielt Messerschmidt als Juniorin, als sie 2013 bei der Europameisterschaft im heimischen Suhl Vizeeuropameisterin wurde. Nach der Babypause bei der EM 2018 in Leobersdorf wurde sie Vizeeuropameisterin mit der Mannschaft zu der auch Vaness Hauff und Katrin Wieslhuber gehörte. Im anschließenden Mixed-Team-Wettkampf erhielt sie zusammen mit Sven Korte Bronze. 2021 wurde sie im Mannschaftswettkampf in Osijek, gemeinsam mit Christine Wenzel und Katrin Butterer Europameisterin, im Einzelwettkampf belegte sie den vierten Platz. Im Folgejahr wurde sie bei der EM in Larnaka Doppel-Vizeeuropameisterin (Einzel- & Mannschaftswettkampf), mit ihr waren Christine Wenzel und Nele Wißmer in der Mannschaft.
Seit 2020 hat Messerschmidt bei ISSF World Cups drei Goldmedaillen erhalten und wurde zweimal Dritte. Sie wurde fünfmal Deutsche Meisterin und einmal Vizemeisterin.